# Pantervar
Pantervar (Bothus pantherinus) är en fiskart som först beskrevs av Rüppell, 1830.  Pantervar ingår i släktet Bothus och familjen tungevarsfiskar. Inga underarter finns listade i Catalogue of Life.